# Stethynium alternatum
Stethynium alternatum är en stekelart som beskrevs av Girault 1938. Stethynium alternatum ingår i släktet Stethynium och familjen dvärgsteklar. Inga underarter finns listade i Catalogue of Life.